# Ipurbeltz
Ipurbeltz  (Cul noir en français) est une revue mensuelle de bande dessinée pour la jeunesse en langue basque, publiée par Erein, qui a existé entre 1977 et 2008. La publication est destinée aux enfants et aux jeunes, avec pour objectif la diffusion de la langue basque dans la société basque à travers l'humour et la littérature.

## Étymologie
L'utilisation en basque d'ipurbeltz vient avec l'expression zozoak beleari ipurbeltz qui signifie “les merles (appellent) le corbeau culnoir”, et qui est l'équivalent en français à « c'est l'Hôpital qui se moque/fout de la Charité ».
C'est pour cette raison qu'un ou plusieurs corbeaux sont toujours omniprésents dans la revue.

## Historique
La revue naît en 1977 à Saint-Sébastien, en pleine expansion des ikastolak et la transmission de la langue basque pendant la transition démocratique espagnole. Avec la naissance de la presse écrite et de la radio, une revue didactique de petites histoires en basque apparaît, qui partage le marché avec d'autres publications comiques. Bien qu'au début elle ne contient seulement que du comique dans ses pages, elle s'oriente très vite dans l'atmosphère scolaire et introduit des contes, récits et fictions en basque unifié (le batua, prononcer batoua), avec une diffusion dans les centres scolaires du Pays basque.
Des signatures collaborent à la revue tels que Anjel Lertxundi, Julen Lizundia, Antton Olariaga, Manu Ortega, Jon Zabaleta, Miguel Berzosa ou Juan Luis Landa entre autres.
Après 31 années de d'existence et 362 numéros pour un tirage mensuel de 2 500 exemplaires, Erein cesse sa parution. Le dernier numéro d'Ipurbeltz est publié en juin 2008.